# Лустра
Лустра (итал. Lustra) — коммуна в Италии, располагается в регионе Кампания, в провинции Салерно.
Население составляет 1108 человек (2008 г.), плотность населения составляет 74 чел./км². Занимает площадь 15 км². Почтовый индекс — 84050. Телефонный код — 0974.
Покровительницей коммуны почитается Пресвятая Богородица (Santa Maria delle Grazie), празднование 2 июля.

## Демография
Динамика населения:

## Администрация коммуны
- Официальный сайт: http://www.comune.lustra.sa.it